# Ollanta Humala
Ollanta Moisés Humala Tasso (Lima, 27 de junio de 1962) es un político y exmilitar peruano. Fue presidente de la República del Perú, de 2011 a 2016, tras ser candidato por la alianza electoral Gana Perú. En las elecciones generales del 2011, realizadas el 10 de abril, pasó al balotaje, realizado el 5 de junio, al no haber superado el 50 %, lo mismo que Keiko Fujimori, y venció al conseguir el 51,45 % de los votos válidos.
Humala ingresó en la palestra política cuando protagonizó junto con su hermano Antauro Humala el levantamiento de Locumba (Tacna), manifestándose en contra del gobierno de Alberto Fujimori. Más tarde fundó, junto con su esposa, el Partido Nacionalista Peruano.
En abril de 2025, tras 7 años de investigaciones, fue condenado a 15 años de prisión efectiva junto a Nadine Heredia Alarcón por el delito de lavado de activos. El Poder Judicial concluyó que los aportes recibidos para las campañas presidenciales del 2006 y 2011, provenientes del Gobierno venezolano de Hugo Chávez, la constructora OAS y del Partido de los Trabajadores a través de Odebrecht eran ilícitos y que los acusados los legalizaron para usarlos en su proyecto político.

## Primeros años
Es el tercero de siete hermanos, hijo de dos abogados, el ayacuchano Isaac Humala Núñez  y la limeña Elena Tasso Heredia, con orígenes italianos. El padre, un ex-dirigente socialista de familia de caciques, es el ideólogo fundador del llamado etnocacerismo. De acuerdo con ello, Isaac dio a sus hijos nombres incaicos como Pachacútec, Ima Súmac, Cusi Coyllur o Antauro. Según Humala padre, el de Ollanta —cf. el de la obra Apu Ollantay— quiere decir "el guerrero que todo lo ve" (Ullanta - El guerrero que desde su atalaya todo lo ve).
Estudió en el Colegio Franco-Peruano y, luego, en el Colegio La Unión, del que se graduó para luego postular a la Universidad Nacional Agraria La Molina.

### Carrera militar
En 1980, ingresó, al igual que su hermano Antauro (que lo hizo un año antes), a la Escuela Militar de Chorrillos-Crl. Francisco Bolognesi. En 1983, fue alumno de la Escuela de las Américas (SOA, por sus siglas en inglés), en el curso de combate para cadetes. Se graduó como alférez de Artillería el 1 de enero de 1984, formando parte de la Promoción "Héroes de Pucará y Marcavalle". En 1991, con el rango de capitán, prestó servicio en Tingo María (Huánuco) combatiendo al movimiento terrorista de ideología maoísta Sendero Luminoso.
En 1995, estuvo en una base militar de apoyo cerca de la frontera con Ecuador durante la Guerra del Cenepa, aunque no combatió directamente.
En 1997, hace estudios de posgrado del PADE en Administración de Empresas de la Escuela de Administración de Negocios para Graduados ESAN.

#### Levantamiento de Locumba
Humala, siendo militar en actividad, protagonizó junto a su hermano Antauro el levantamiento de Locumba (Tacna), contra el régimen de Alberto Fujimori. Este hecho ocurrió en la madrugada del 29 de octubre del 2000, el mismo día en que el exasesor presidencial Vladimiro Montesinos, se fugaba del país en el velero "Karisma", rumbo a Panamá, para pasar luego a Venezuela. Luego de la caída del régimen fujimorista, se mantuvo indefinidamente rebelde; pero al poco tiempo solicitó una entrevista al presidente Valentín Paniagua para entregarse. Finalmente, el día 10 de diciembre, ambos hermanos se rindieron, siendo trasladados a Lima, donde se entregaron a la Segunda Zona Judicial del país. Se dictaminó la apertura del proceso por rebelión, sedición e insulto al superior. El abogado Javier Valle Riestra solicitó una amnistía para los Humala alegando que estos habían ejercido el «derecho a insurrección contra un gobierno ilegítimo y totalitario». El 21 de diciembre del 2000, el Congreso les concedió la amnistía solicitada, que se extendió al personal militar y civil que participó en la insurrección.
En el año 2001, concluyó una maestría en el Centro de Altos Estudios Nacionales (CAEN) sobre Defensa Nacional y en el 2002 culmina con éxito una maestría en Ciencias Políticas en la Pontificia Universidad Católica del Perú.
Durante el posterior gobierno de Alejandro Toledo, Ollanta Humala regresó a sus funciones militares, primero como agregado militar en Francia y luego en Corea del Sur.
El 30 de diciembre de 2004, con el grado de teniente coronel, fue pasado al retiro, lo que originó la sublevación de su hermano Antauro Humala que se puso de manifiesto con el asalto a la comisaría de Andahuaylas, episodio conocido como el Andahuaylazo, aunque él ha rechazado cualquier vínculo con dicho incidente.

## Carrera política
Durante la campaña política electoral de 2006, en la que Humala postulaba a la presidencia del Perú, fue acusado por la ejecución y desaparición de población civil en la zona roja, estos crímenes se habrían cometido durante los años 90 mientras Humala prestaba servicios en Huánuco con el seudónimo de «capitán Carlos Gonzales». Según esta denuncia, presuntamente en 1992, en la base militar de «Madre Mía» (Pucayacu), se cometieron una serie de abusos contra la población civil, razón por la cual fue investigado por el Poder Judicial. La unidad de investigación de La República posteriormente verificó la existencia de dos operativo basados en el nombre de la base militar.
En 2006, los organismos de derechos humanos solicitaron al Ministerio de Defensa información sobre ese seudónimo y su participación en el conflicto armado interno. Sin embargo, algunos documentos sobre el legajo cuando era militar, como el expediente sobre las visitas de la base militar en IEO 1992, desaparecieron. En el año 2009, el caso fue cerrado por falta de pruebas: algunos testigos se desdijeron y otros negaron la presencia de Humala durante las detenciones, y su legajo de servicios militares durante esos años había sido sustraído por Luis Pereyra Briceño. Por este hecho, la justicia militar sancionó a Pereyra Briceño.
En medio de la campaña presidencial del 2011, en la que Humala postulaba nuevamente a la presidencia del Perú, el caso de Madre Mía volvió a los medios de comunicación; esta vez cuando Rubén Gómez Reátegui, uno de los implicados, declaró que durante el juicio del 2006, Amílcar Gómez (supuesto hombre de confianza de Humala) le pidió que convenza a su cuñado Jorge Ávila para que varíe su declaración a cambio de dinero. Humala ha aceptado su cercanía con Amílcar Gómez, pero ha negado todas las imputaciones. Por su parte, Gómez entró en contradicciones ante el juzgado cuando se le preguntó sobre el tema. Sobre el caso de «Madre Mía», Ollanta Humala junto a algunos voceros de Gana Perú (partido político por el cual Humala postuló a la presidencia del Perú) afirmaron que formaba parte de una «guerra sucia» en medio de la campaña electoral.

### Caso Odebrecht
Ollanta Humala se encontraba siendo investigado bajo comparecencia restringida, acusado presuntamente de lavado de activos en detrimento del Estado y de asociación ilícita para delinquir, entre otros.
Marcelo Odebrecht y Jorge Barata han asegurado que la constructora brasileña entregó US$ 3 millones para la campaña de Humala en el 2011. Según Barata, al menos US$ 2 millones fueron dados a Nadine Heredia en tandas de US$ 300.000 y US$ 400.000. Raymundo Trindade Serra, exgerente de relaciones institucionales de Odebrecht, le dijo a los fiscales peruanos que estuvo presente en al menos dos reuniones donde Jorge Barata le entregó US$ 1 millón a la ex primera dama en un departamento que Humala tenía en Miraflores.
Sin embargo, los principales proyectos de Odebrecht fueron realizados bajo las presidencias de Alan García y Alberto Fujimori (padre de la excandidata a la presidencia Keiko Fujimori).

## Candidatura presidencial de 2006

### Primera vuelta electoral
En octubre de 2005 se convirtió en el líder del Partido Nacionalista Peruano, y anunció su postulación a la Presidencia del Perú en las elecciones generales del Perú de 2006. No pudo inscribir el partido ante el Jurado Nacional de Elecciones porque dicha entidad se la dio luego de la presentación de las planchas presidenciales, por lo que tuvo que unirse con el partido Unión por el Perú acompañándolo como vicepresidentes; el miembro del directorio del Banco Central de Reserva (BCR) Gonzalo García Núñez en la primera vicepresidencia y el abogado Carlos Torres Caro en la segunda.
En esas mismas elecciones, también postuló su hermano Ulises, el cual es crítico de la postura de Ollanta. Lo mismo sucede con su padre, Isaac.
Humala tiene un fuerte liderazgo en la zona sur del país por su crítica al modelo neoliberal y a los partidos políticos tradicionales que, según él, no han logrado llenar las expectativas de la población.[cita requerida]
El 5 de abril de 2006, Ollanta Humala cerró su campaña electoral en Lima con un mitin en el Paseo de Los Héroes Navales (centro de la capital), al día siguiente viajó a la ciudad de Arequipa, donde cerró sus actividades proselitistas a la espera de los resultados de las elecciones generales el 9 de abril.
Al 100 % de los votos escrutados por la Oficina Nacional de Procesos Electorales se confirmó que la segunda vuelta sería entre Ollanta Humala y el candidato por el APRA, Alan García. Además el Jurado Nacional de Elecciones convocó la segunda vuelta electoral para el 4 de junio.

### Segunda vuelta electoral
El 4 de junio Ollanta Humala tuvo que enfrentar al candidato presidencial del APRA, Alan García en la segunda vuelta electoral. Ollanta Humala realizó campaña en Trujillo, ciudad eminentemente aprista, la última semana de abril. Comenzando mayo, visitó el departamento de Ayacucho y luego la ciudad de Puno. El último 9 de mayo se reencontró con el presidente boliviano Evo Morales, en la localidad fronteriza de Copacabana y recibió el respaldo del citado mandatario.
Distintos medios de comunicación peruanos opuestos a Ollanta Humala, señalaron en determinado momento que el periodista canario Ramón Pérez Almodóvar estaría asesorando al candidato presidencial para la segunda vuelta electoral, acusación que fue desmentida por el periodista, si bien admitió estar participando en la campaña.
El domingo 21 de mayo y tras largas coordinaciones, Ollanta Humala afrontó su primer debate presidencial ante el candidato del Apra, Alan García Pérez, la polémica que se transmitió por Televisión Nacional del Perú y se dividió en cinco puntos.
Algunas de sus propuestas en el debate fueron las siguientes:
- Reducción de los precios del combustible y gas
- Equilibrar el presupuesto nacional con el regional
- Renunciar al sueldo de presidente de la República
- Extender la Jornada educativa con desayuno y almuerzo
- Revisión del Tratado de Libre Comercio con Estados Unidos
- Elevar el porcentaje de Foncomún

Durante toda esta etapa de la campaña, Humala recibió la adhesión directa del presidente venezolano Hugo Chávez, que se traducía en todo tipo de frases de apoyo públicas a través de los medios de comunicación venezolanos y por otro lado, en ataques verbales a su contrincante.

### Derrota electoral y Frente Nacionalista
El 4 de junio del 2006, luego que la Oficina Nacional de Procesos Electorales (ONPE) difundió resultados oficiales, Ollanta Humala salió en conferencia de prensa a reconocer su derrota en los comicios frente a Alan García. Sin embargo llamó luego a sus seguidores a formar el "Frente Nacionalista Democrático" que proponía la unión de los sectores sociales, para exigir al nuevo gobierno aprista que cumpliera sus promesas, pero fue criticado por incluir en dicha coalición a sectores de izquierda radical representados por el Movimiento Nueva Izquierda. Esto provocó la renuncia de al menos tres legisladores de Unión por el Perú, encabezados por su brazo derecho y excandidato a la vicepresidencia de la República Carlos Torres Caro. La situación provocó la airada reacción de Humala quien lo calificó de desleal y traidor.

## Candidatura presidencial de 2011

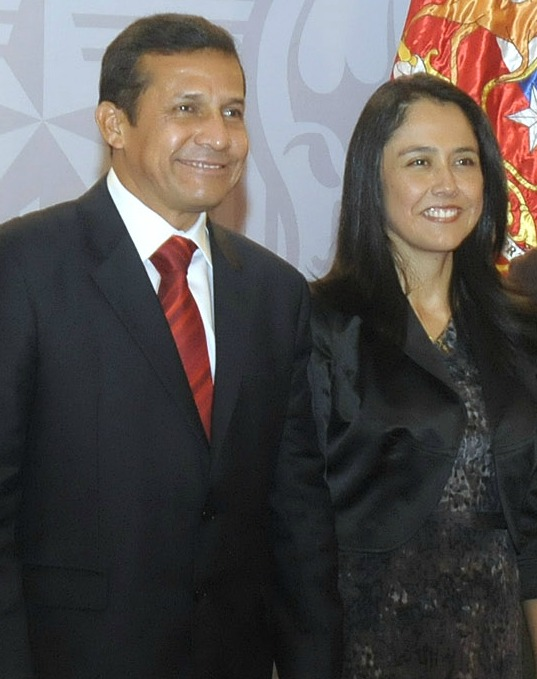
El presidente peruano Ollanta Humala junto a su esposa Nadine Heredia.

Ollanta Humala postuló a la presidencia del Perú en las elecciones generales del Perú de 2011, llevando como candidatos vicepresidenciales a Marisol Espinoza y Omar Chehade.
Para estas elecciones, conformó la alianza electoral «Gana Perú», en torno al ya existente Partido Nacionalista Peruano. Más adelante, firmó un acuerdo político con varios partidos de izquierda como el Partido Comunista Peruano, el Partido Socialista, el Partido Socialista Revolucionario, el Movimiento Político Voz Socialista y un sector importante del Movimiento Político Lima para Todos.
Humala quedó en primer lugar en la primera vuelta realizada el 10 de abril, obteniendo el 31,72 % del total votos válidos. Debido a que no logró superar el 50 % de los votos válidos, pasó a una segunda vuelta con la candidata Keiko Fujimori, que se realizó el 5 de junio.
Al igual que en la campaña presidencial del año 2006, Humala fue criticado por un presunto vínculo con el presidente venezolano Hugo Chávez. Sin embargo, Humala aseguró que no buscaba aplicar el modelo venezolano en el país, distanciándose así de Hugo Chávez, y poniendo más bien como referente al expresidente brasileño Luiz Inácio Lula da Silva. En ese sentido, recibió también críticas por la asesoría que recibió de asesores brasileños presuntamente financiados por el Partido de los Trabajadores de Brasil.
De cara a la segunda vuelta electoral, Humala recibió en un inicio el respaldo del Premio Nobel de Literatura: Mario Vargas Llosa y semanas antes de la elección, el del expresidente Alejandro Toledo, así como de otras personalidades, organizaciones y políticos de otros partidos que no lograron pasar a la segunda vuelta. Además, se redactó el plan de gobierno denominado como la "Hoja de Ruta".
Vargas Llosa comentó inicialmente su respaldo en estos términos: 

Sin alegría y con muchos temores yo voy a votar por Humala.

El 19 de mayo, en la Casona de la Universidad de San Marcos, Humala realizó el juramento "Compromiso en defensa de la democracia" ante la presencia de varios destacados intelectuales, profesionales y artistas peruanos quienes le brindaron su apoyo, entre estos, Julio Cotler, Gustavo Gorriti, Luis Llosa, Avelino Guillén, Yehude Simon, Gastón Garatea, entre otros. Durante la ceremonia se proyectó un video que envió Mario Vargas Llosa, en el cual el escritor peruano le reiteraba su apoyo en los siguientes términos:

Yo creo que este juramento y su plan de gobierno rectificado deberían desvanecer todas las dudas que aún persisten en quienes no han decidido su voto. Yo los exhorto a votar por Ollanta Humala para defender la democracia en el Perú y evitarnos el escarnio de una nueva dictadura.

El 29 de mayo, se celebró el debate presidencial entre Keiko Fujimori y Ollanta Humala, donde ambos tuvieron la oportunidad de presentar a la ciudadanía sus principales propuestas.
El 5 de junio de 2011, se realizó la segunda vuelta electoral, donde Humala resultó ganador con el 51,449 % de los votos válidos (7.937.704 votos), con lo cual se convirtió en presidente electo del Perú.
Tres días después de su elección, Ollanta Humala emprendió una gira latinoamericana para reunirse con los jefes de Estado de Brasil, Uruguay, Paraguay, Argentina, Chile, Bolivia, Ecuador, Colombia, Estados Unidos, Venezuela, México y Cuba.

## Presidente de la República (2011-2016)

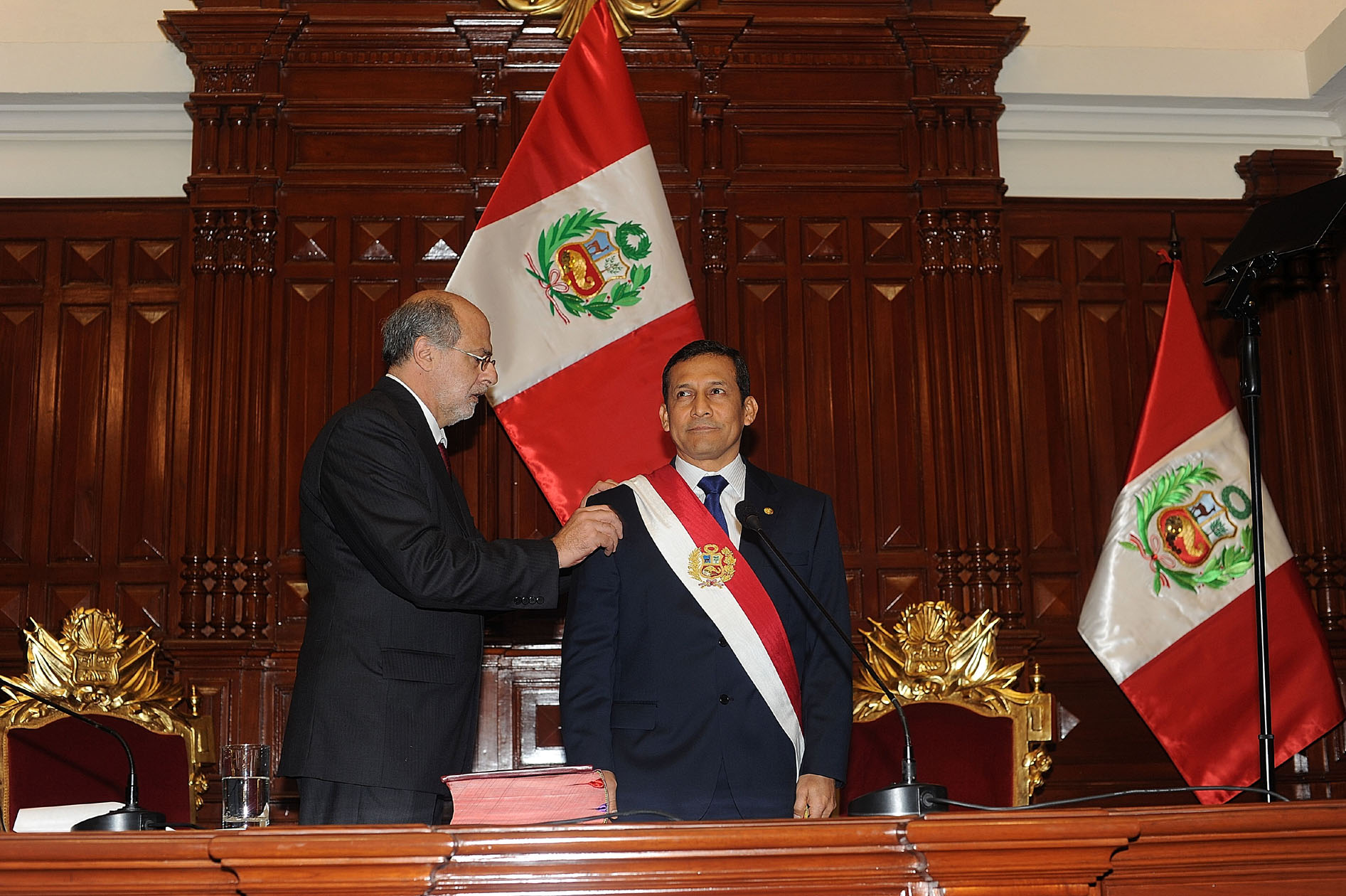
El presidente del Congreso, Daniel Abugattás, impone la banda presidencial a Ollanta Humala durante la ceremonia de juramentación en 2011.

### Ministros de Estado
Su primer presidente del Consejo de Ministros fue Salomón Lerner Ghitis, que renunció el día 10 de diciembre del 2011, y fue sucedido por Óscar Valdés Dancuart.
El 23 de julio de 2012, asumió Juan Jiménez Mayor como presidente de un nuevo gabinete ministerial, el tercero en menos de un año.
El 24 de julio de 2013, con el nombramiento de tres nuevas ministras (Mónica Rubio García en Desarrollo e Inclusión Social, Magali Silva en Comercio Exterior y Turismo, y Diana Álvarez Calderón en Cultura), se alcanzó, por primera en la historia del Perú, la paridad en cuanto a género en la conformación de un gabinete ministerial (9 hombres y 9 mujeres, aparte del primer ministro).
El 31 de octubre de 2013, César Villanueva, que hasta entonces se desempeñaba como presidente del Gobierno Regional de San Martín, juró como el cuarto Presidente del Consejo de Ministros del gobierno de Humala. Tras unos meses de opaca gestión, Villanueva renunció al cargo, luego de que su afirmación de que coordinaba con el Ministerio de Economía el aumento del sueldo mínimo, fuera desmentida por el titular de dicho portafolio, Luis Miguel Castilla.
El 24 de febrero de 2014 juró el quinto gabinete ministerial, presidido por René Cornejo Díaz, que hasta entonces se había desempeñado como Ministro de Vivienda, Construcción y Saneamiento. Tras dos intentos fallidos, este gabinete logró finalmente el voto de confianza del Congreso, en la sesión realizada el 17 de marzo.
El 22 de julio de 2014 renunció René Cornejo, siendo reemplazado por Ana Jara Velásquez, que hasta entonces era la cabeza del Ministerio de Trabajo y Promoción del Empleo, despacho que pasó a ocupar el congresista oficialista Fredy Otárola Peñaranda. Con solo estos cambios juró el sexto gabinete del gobierno del presidente Humala.

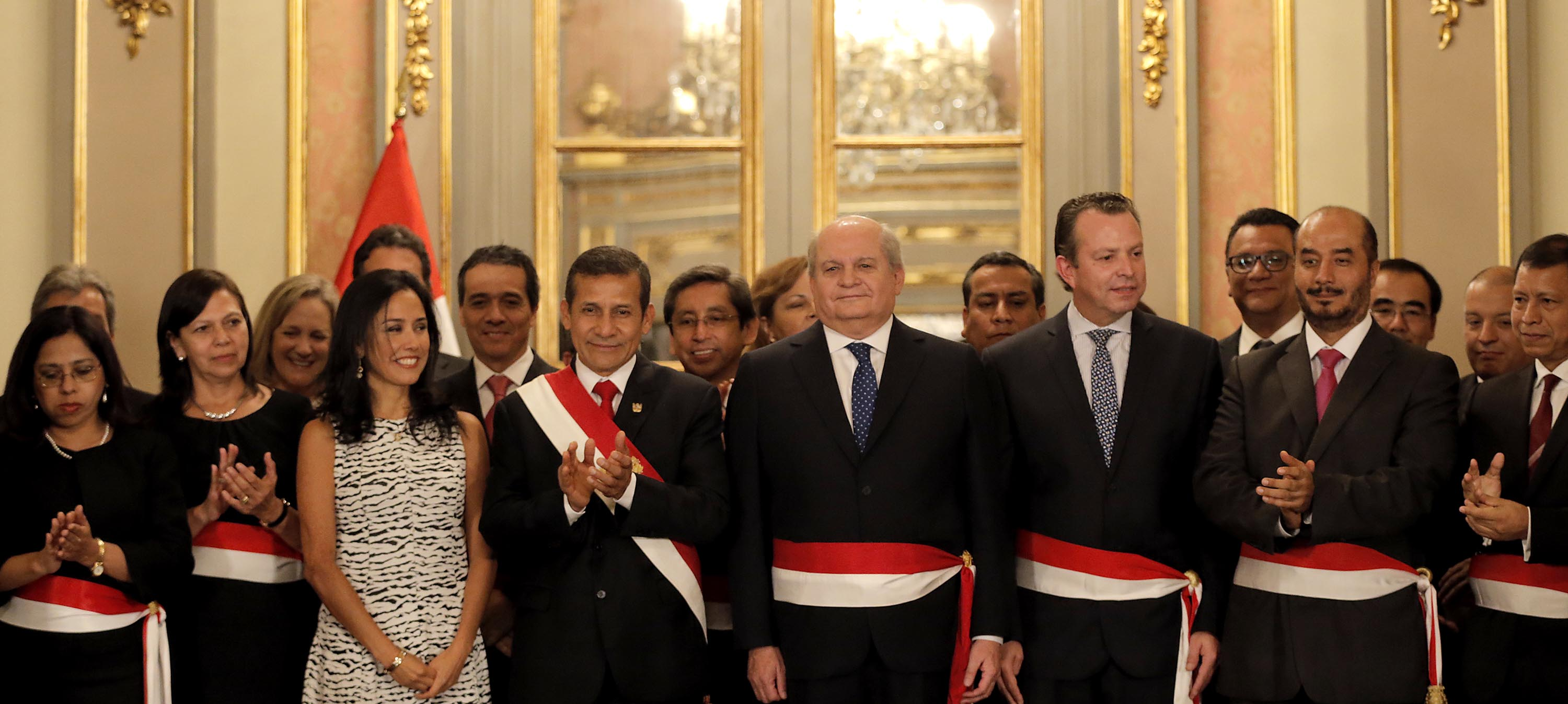
El gabinete Cateriano, tras su juramentación el 2 de abril de 2015. Es el séptimo del gobierno de Ollanta Humala.

El 30 de marzo de 2015, el Congreso en pleno censuró a la primera ministra Ana Jara y a todo su gabinete, con 72 votos a favor, 42 en contra y 2 abstenciones. Algo semejante no ocurría desde 1963, cuando el parlamento censuró al gabinete presidido por Julio Óscar Trelles Montes. El argumento esgrimido contra Jara fue el seguimiento a políticos, empresarios y periodistas por parte de la Dirección Nacional de Inteligencia (DINI). Pedro Cateriano Bellido, que hasta entonces se desempeñaba como ministro de Defensa, fue designado como nuevo presidente del Consejo de Ministros. La ceremonia de juramentación del séptimo gabinete ministerial del gobierno de Humala se realizó el 2 de abril de 2015. Aparte del premier, solo hubo tres cambios: Jakke Valakivi Álvarez (Defensa), Gustavo Adrianzén Olaya (Justicia y Derechos Humanos) y Ana María Sánchez Vargas de Ríos (Relaciones Exteriores).

### Niveles de aprobación
| Fecha            | Porcentaje | Fecha            | Porcentaje | Fecha            | Porcentaje | Fecha            | Porcentaje | Fecha            | Porcentaje |
| ---------------- | ---------- | ---------------- | ---------- | ---------------- | ---------- | ---------------- | ---------- | ---------------- | ---------- |
| 08/2011          | 57.3 %     | 08/2012          | 43 %       | 08/2013          | 26 %       | 08/2014          | 26 %       | 08/2015          | 18 %       |
| 09/2011          | 55.6 %     | 09/2012          | 44.7 %     | 09/2013          | 26 %       | 09/2014          | 27 %       | 09/2015          | 12 %       |
| 10/2011          | 56.5 %     | 10/2012          | 47 %       | 10/2013          | 24 %       | 10/2014          | 27 %       | 10/2015          | 14 %       |
| 11/2011          | 57.6 %     | 11/2012          | 45 %       | 11/2013          | 23 %       | 11/2014          | 25 %       | 11/2015          | 14 %       |
| 12/2011          | 59.3 %     | 12/2012          | 50 %       | 12/2013          | 22 %       | 12/2014          | 30 %       | 12/2014          | 18 %       |
| 01/2012          | 58.7 %     | 01/2013          | 55 %       | 01/2014          | 26 %       | 01/2015          | 26 %       | 01/2016          | 22 %       |
| 02/2012          | 57.4 %     | 02/2013          | 54 %       | 02/2014          | 33 %       | 02/2015          | 21 %       | 02/2016          | 17 %       |
| 03/2012          | 54.5 %     | 03/2013          | 53 %       | 03/2014          | 20 %       | 03/2015          | 25 %       | 03/2016          | 15 %       |
| 04/2012          | 57.1 %     | 04/2013          | 51 %       | 04/2014          | 24 %       | 04/2015          | 27 %       | 04/2016          | 17 %       |
| 05/2012          | 54.8 %     | 05/2013          | 44 %       | 05/2014          | 21 %       | 05/2015          | 21 %       | 05/2016          | 16 %       |
| 06/2012          | 44.8 %     | 06/2013          | 39 %       | 06/2014          | 21 %       | 06/2015          | 10 %       | 06/2016          | 19 %       |
| 07/2012          | 36.0 %     | 07/2013          | 33 %       | 07/2014          | 22 %       | 07/2015          | 19 %       | 06/2016          | 19 %       |
| Promedio 1.º año | 54.1 %     | Promedio 2.º año | 46.5 %     | Promedio 3.º año | 24 %       | Promedio 4.º año | 23 %       | Promedio 5.º año | 16.5%      |

## Proceso judicial y condena

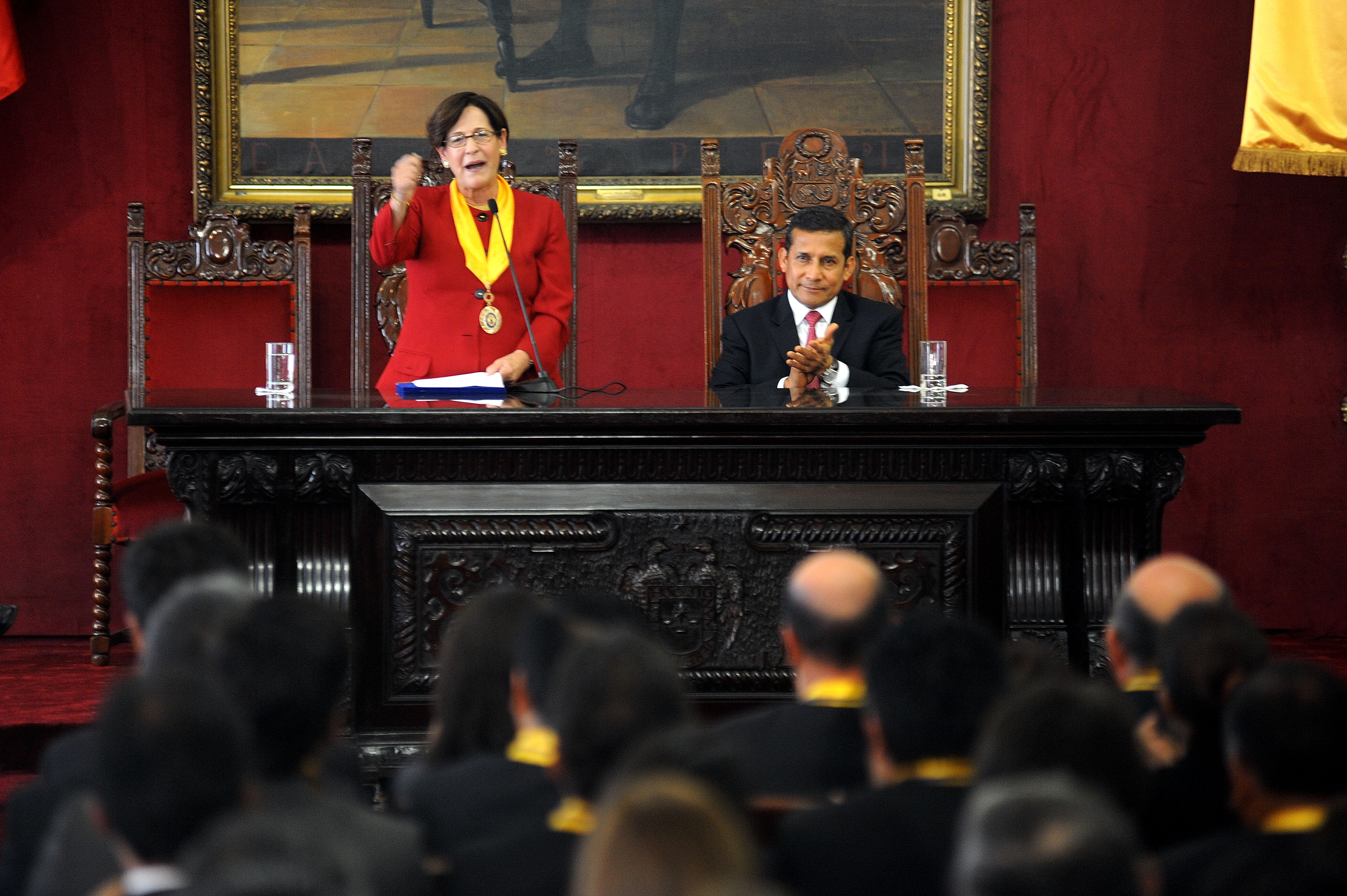
Susana Villarán y Ollanta Humala, ambos implicados en el caso Odebrecht.

En junio de 2016 el fiscal Germán Juárez afirmó hoy que un testigo entregó una carta que supuestamente prueba que el fallecido expresidente de Venezuela Hugo Chávez otorgó dinero durante la campaña presidencial del 2006. En octubre de 2021 el exgeneral venezolano Hugo Carvajal reveló que el expresidente Ollanta Humala Tasso habría sido uno de los receptores de dinero enviado presuntamente por el gobierno de Venezuela para financiar ilegalmente movimientos de izquierda. Esta denuncia estaría también involucrada su esposa Nadine Heredia.
La empresa Brasileña Odebrecht admitió haber entregado 3 millones a la campaña presidencial del 2011 del entonces candidato, Ollanta Humala, el dinero habría salido de la Caja 2 de Odebrecht y se habría dado 2 millones a Nadine Heredia, esposa del expresidente y 1 millón al publicista Brasileño, Valdemir Carreta.
El 13 de julio de 2017 fue recluido de forma preventiva en el penal Barbadillo luego de haberse entregado voluntariamente, acusado presuntamente de lavado de activos en detrimento del Estado y de asociación ilícita para delinquir en el Caso Lava Jato. El 26 de abril de 2018 por resolución del Tribunal Constitucional del Perú inició su proceso de libertad. Actualmente se encuentra siendo investigado bajo comparecencia restringida. En mayo de 2019, la Fiscalía pidió 20 años de prisión para él y 26 años para su esposa, Nadine Heredia. El proceso también alcanza a varios allegados cercanos a la expareja presidencial.
En abril de 2025, Huamala fue condenado a 15 años de prisión efectiva junto a Nadine Heredia Alarcón por el delito de lavado de activos. El Poder Judicial concluyó que los aportes recibidos para las campañas presidenciales del 2006 y 2011, provenientes del Gobierno venezolano de Hugo Chávez, la constructora OAS y del Partido de los Trabajadores a través de Odebrecht eran ilícitos y que los acusados los legalizaron para usarlos en su proyecto político.

## Publicaciones
- Ollanta Humala: De Locumba a candidato a la presidencia en Perú (2009)
- Ollanta uniendo al Perú: la gran transformación : Perú de todos nosotros : plan de gobierno, 2006-2011 (2006) (Colaborador)

## Distinciones Honoríficas

Escudo con Collar de la Orden de Isabel la Católica

- Collar de la Orden de Isabel la Católica (2015)